# هری سر استورر
هری سر استورر (انگلیسی: Harry Storer Sr.; ۲۴ ژوئیهٔ ۱۸۷۰ – ۲۵ آوریل ۱۹۰۸) بازیکن کریکت، و بازیکن فوتبال اهل پادشاهی متحد بریتانیای کبیر و ایرلند بود.
از باشگاه‌هایی که در آن بازی کرده‌است می‌توان به باشگاه فوتبال آرسنال، باشگاه فوتبال هیبرنین، و باشگاه فوتبال لیورپول اشاره کرد.